# Volvo Trucks
Volvo Trucks (schwedisch Volvo Lastvagnar) ist ein schwedischer Lastwagenhersteller mit Sitz in Göteborg und Teil der Volvo Group. Seine Geschichte geht zurück auf den ersten Lastwagen der Marke Volvo aus dem Jahr 1928. Das Unternehmen setzte Standards in den Bereichen Qualität, Sicherheit und Umweltschutz. Mittlerweile spielt die Elektromobilität eine entscheidende Rolle. Seit der Übernahme von Renault Trucks durch die Volvo Group im Jahr 2001 ist Volvo Group Trucks Marktführer für Nutzfahrzeuge in Europa.

## Geschichte
Am 20. Februar 1928 berichteten schwedische Zeitungen über den ersten Volvo-Lastwagen. Er hatte eine Nutzlast von rund eineinhalb Tonnen. Ende der 1920er Jahre begann die Weltwirtschaftskrise; die Produktion von Nutzfahrzeugen (in der Nähe von Göteborg) war zunächst nur als Ausgleich für Verluste aus dem Automobilbereich gedacht und wurde in den 1930er Jahren zu einem wichtigen Geschäftsfeld. Lastwagen wurden zum festen Bestandteil der Modellpalette und Volvo zum größten Nutzfahrzeughersteller Schwedens noch vor Scania.
Während des Zweiten Weltkriegs entwickelte sich Volvo zum Hauptzulieferer der schwedischen Streitkräfte. Der Roundnose-Lastwagen war ein Modell mit vereinfachtem Design und Allradantrieb. In den 1950er und 1960er Jahren entwickelte Volvo viele technische Innovationen, beispielsweise Dieselmotoren mit Direkteinspritzung und ein kippbares Fahrerhaus. Obwohl die Produktion von Lastwagen in den 1960er Jahren rote Zahlen schrieb, führte Volvo den Geschäftsbereich fort. In den 1970er Jahren wurde die Modellpalette umfassend erneuert; Ergonomie, Komfort und Sicherheit rückten in den Mittelpunkt. In den 1980er und 1990er Jahren verfeinerte das Unternehmen seine technischen Innovationen. Der Umweltschutz nahm eine immer größere Rolle ein. Zudem investierte Volvo in digitale Plattformen für Flottenmanagement (verwalten, planen und steuern von Flotten).
Volvo verkaufte 1999 seine Pkw-Sparte an Ford, konzentrierte sich auf das Lkw-Geschäft und vereinbarte eine langfristige Kooperation mit Mitsubishis Lkw-Sparte. Nachdem die Europäische Kommission eine geplante Fusion mit Scania nicht genehmigt hatte, galt Volvo Trucks wegen relativ geringer Stückzahlen selbst als Kandidat für eine Übernahme. Im Jahr 2001 sicherte sich Volvo dann mit dem Kauf der Lkw-Sparte von Renault eine aussichtsreiche Marktposition. Es stieg zum Marktführer in Europa und zum international zweitgrößten Anbieter auf. Mit der US-amerikanischen Tochtergesellschaft Mack Trucks, die Renault in den 1990er Jahren übernommen hatte, stabilisierte das Unternehmen sein Geschäft in den Vereinigten Staaten.
In den 2000er Jahren entwickelte Volvo Trucks als erster Hersteller einen Hybridmotor für Lastwagen. Dieser erhöhte die Wirtschaftlichkeit um rund ein Drittel. Außerdem erforschte das Unternehmen alternative Antriebe, beispielsweise einen Methan-Diesel-Motor und den Antrieb mit Flüssigerdgas, der einen deutlich reduzierten CO2-Ausstoß verspricht. Katalysatoren und Dieselrußpartikelfilter verbesserten zusätzlich die Umweltfreundlichkeit. Volvo setzte sich frühzeitig für den Einsatz von Assistenzsystemen ein, insbesondere zur Vermeidung von Auffahrunfällen aufgrund von Unachtsamkeit. Mittlerweile arbeitet Volvo Trucks an autonom fahrenden Lkw.
Nach Jahren des Wachstums machte die globale Finanzkrise ab 2008 Volvo zu schaffen. Es wurden hunderte Arbeitsplätze gestrichen, drei Jahre später kehrte Volvo Trucks wieder in die Gewinnzone zurück. Um die Präsenz in Asien auszubauen, wurde eine Beteiligung an einem Joint Venture von Nissan und Dongfeng erworben, die 2013 in dem Erwerb von 45 % der Lkw-Sparte von Dongfeng mündete. Während sich in Europa und den Vereinigten Staaten kaum Veränderungen ergaben, erhielt Volvo Trucks so Zugang zum wichtigen chinesischen Markt.
Medien deuteten die Transaktion vor allem als Angriff auf den Marktführer Daimler.
Im Januar 2019 gab die Volvo Group das historisch beste Geschäftsergebnis für Volvo Trucks bekannt.

## Struktur
Volvo Trucks ist ein Geschäftsbereich der Volvo Group (AB Volvo), ebenso wie Renault Trucks, Mack Trucks, Volvo Construction Equipment, Volvo Buses, Volvo Penta, Volvo Energy oder Volvo Autonomous Solutions.
Es existieren Tochtergesellschaften in diversen Ländern, darunter die deutsche Volvo Group Trucks Central Europe GmbH mit Sitz in Ismaning.
Die Leitung von Volvo Trucks unterliegt Roger Alm, der auch Mitglied im Board of Directors der Volvo Group ist.

## Modelle

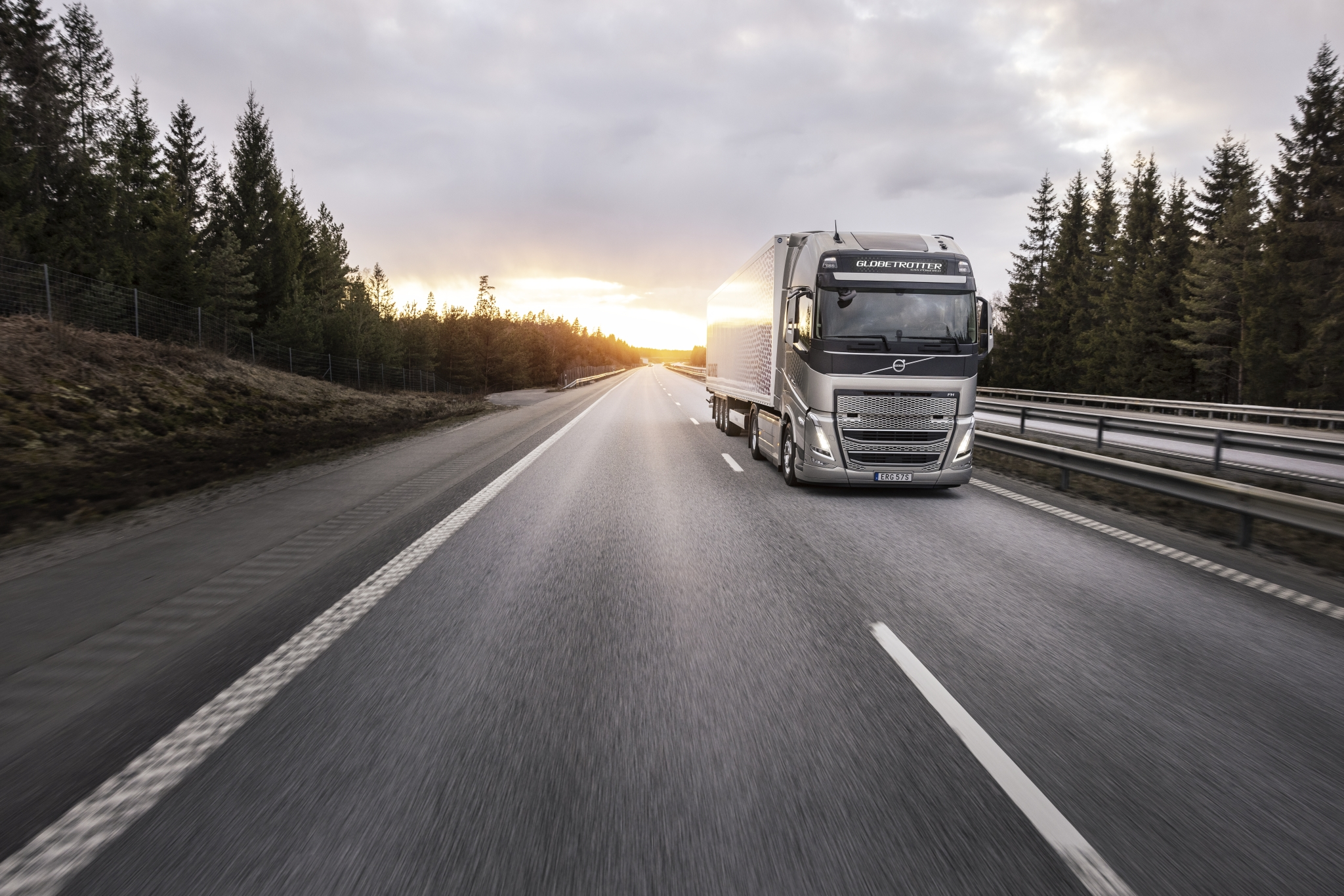
Volvo FH (2023)

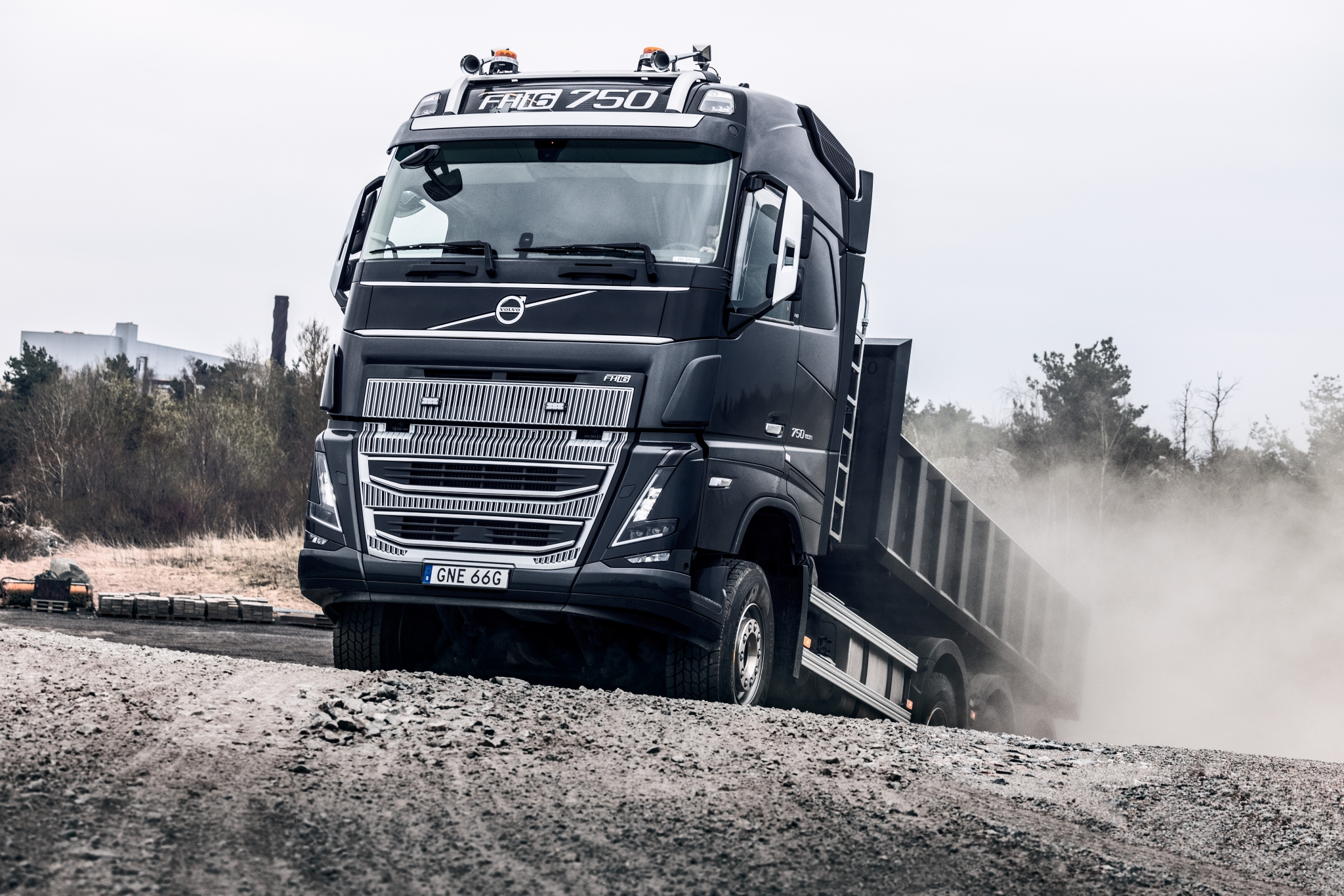
Volvo FH16 (2022)

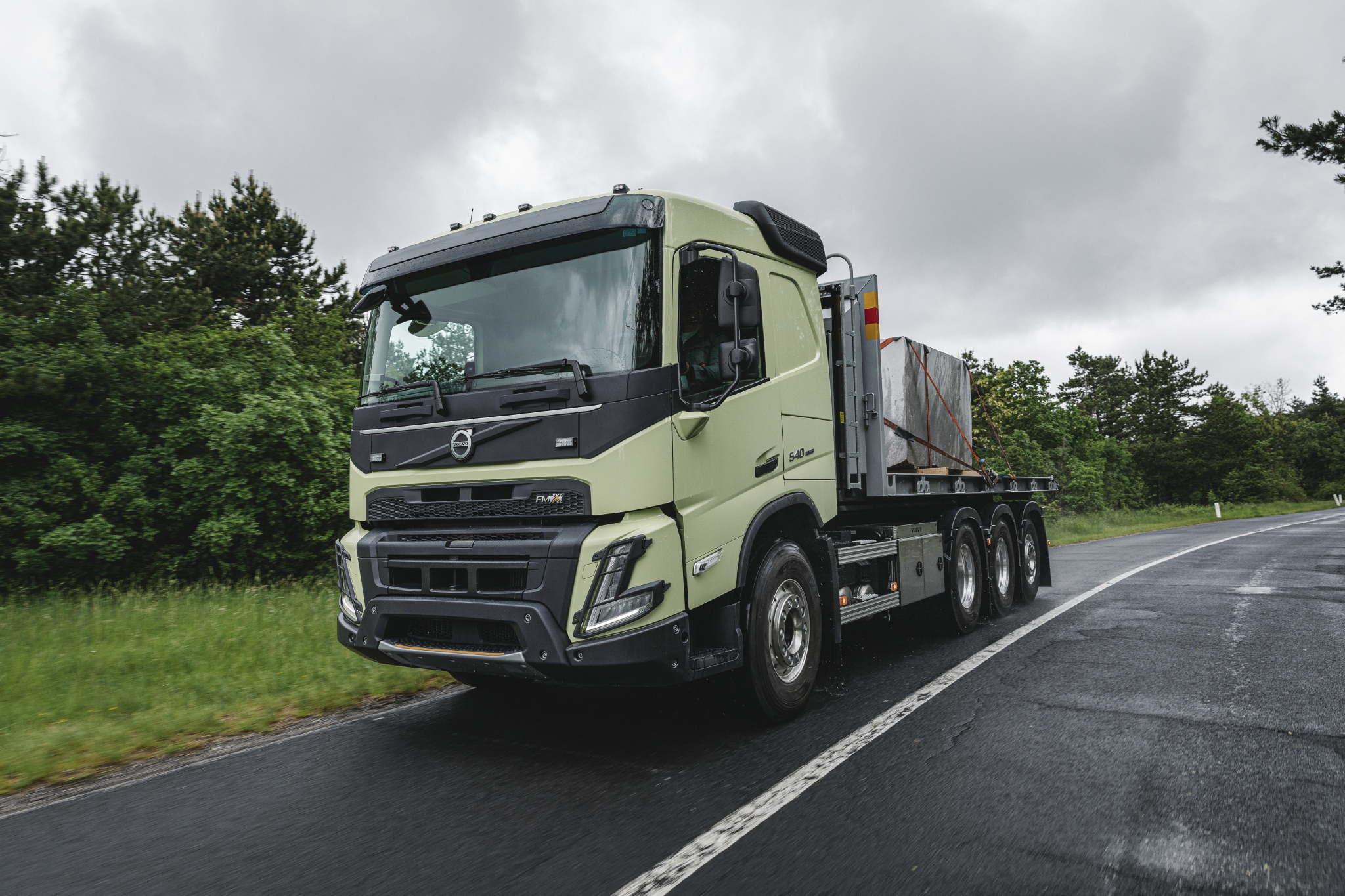
Volvo FMX (2020)

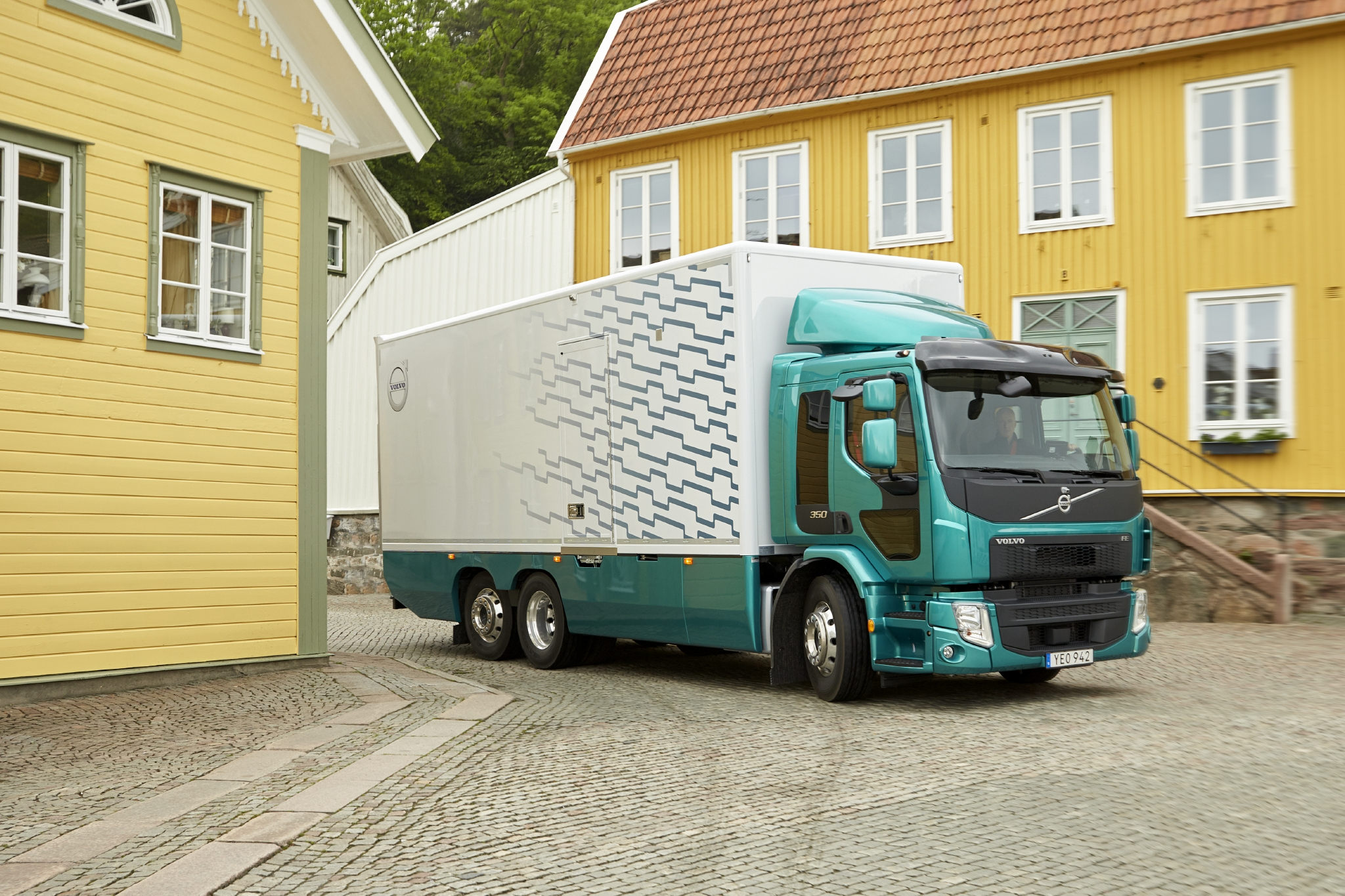
Volvo FE (2017)

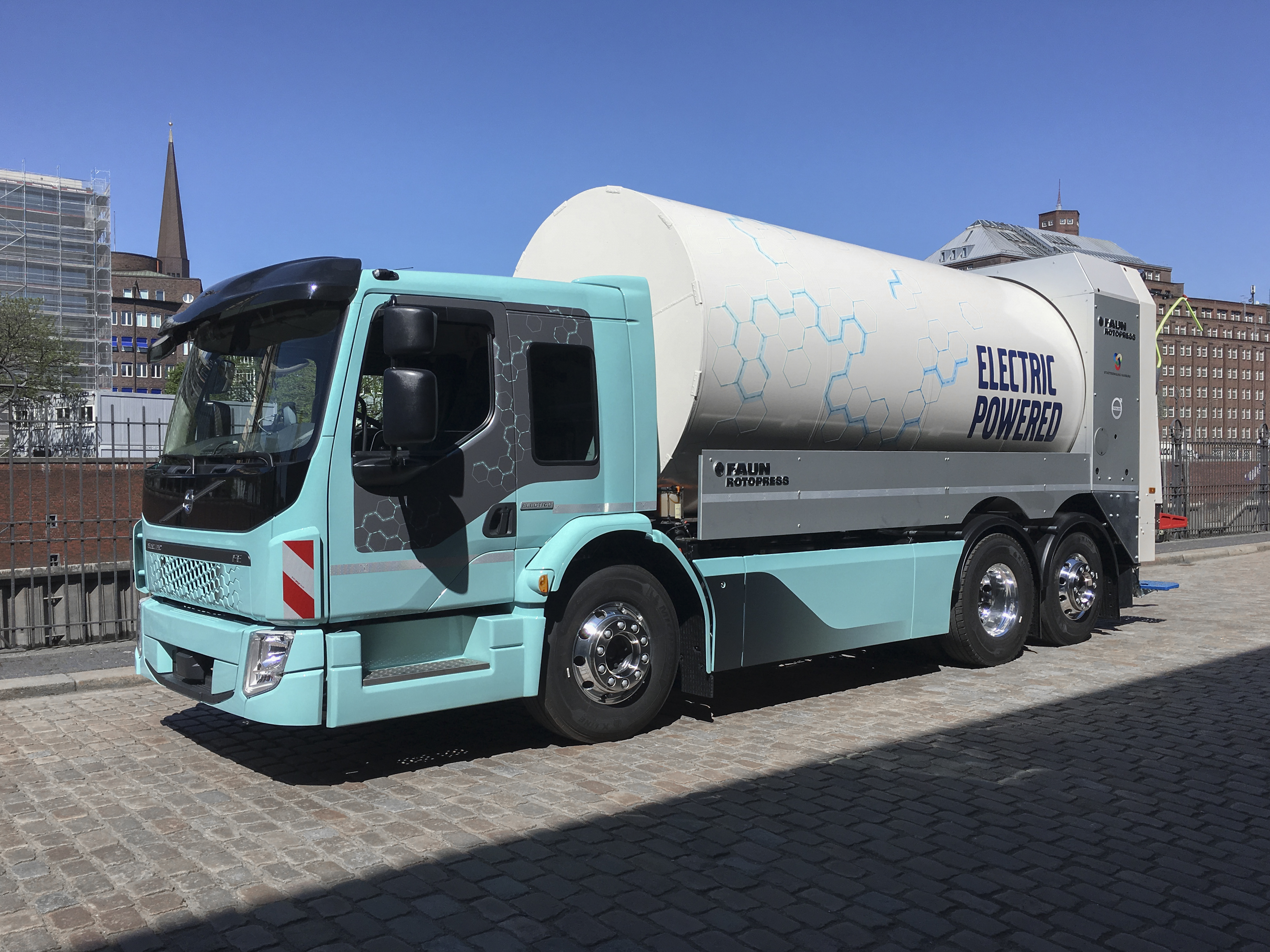
Volvo FE Electric (2018)

Die Domäne von Volvo Trucks ist seit geraumer Zeit der Bau von schweren Lastwagen. Diese beginnen bei einem zulässigen Gesamtgewicht von 12 Tonnen und werden seit den 2000er Jahren immer stärker am Markt nachgefragt.
Vollständig überarbeitet wurden die großen Modellreihen zuletzt 2020.
Im Mai 2018 wurde der FL Electric als erster elektronische Lkw von Volvo vorgestellt, der dann 2019 in Serienproduktion ging. Die weiteren schweren elektrischen Modelle gingen 2022 in Serienproduktion.
Im europäischen Raum bietet das Unternehmen derzeit folgende Baureihen an:

### Volvo FH
Der Volvo FH ist für den Fernverkehr gedacht und legt seinen Fokus in erster Linie auf Fahrerkomfort, Sicherheit und Wirtschaftlichkeit.
In der Ausführung als Volvo FH Electric wird der Elektro-Lkw im Bereich der regionalen und überregionalen Transporte genutzt. Zum Start der Serienproduktion 2022 weist der Volvo FH Electric eine Dauerleistung von bis zu 490 kW und eine Batteriekapazität von bis zu 540 kWh auf, das mögliche Gesamtzuggewicht liegt bei 44 Tonnen.

### Volvo FH16
Der Volvo FH16 ist das leistungsstärkste Lkw-Modell und kann mit seiner hohen Leistung und Kapazität schwere Lasten, zum Beispiel für Holz- und Schwerlasttransporte sowie im Bergbau bewegen.

### Volvo FM
Der Volvo FM ist ein vielseitig einsetzbarer Lkw, der hauptsächlich im Verteilerverkehr eingesetzt wird.
Seit 2022 ist dieser auch elektrisch erhältlich.

### Volvo FMX
Als Variante vom Verteiler Volvo FM Lkw hat der Volvo FMX sein Einsatzgebiet vor allem auf Baustellen. Er besitzt unter anderem mehr Bodenfreiheit.
Das Modell wurde in seiner elektrischen Variante 2022 vorgestellt.

### Volvo FE
Der Volvo FE ist ein vielseitiger und kompakter Lkw für den regionalen Verteilerverkehr, der auch für die Müllabfuhr fährt.
Die elektrische Variante gibt es seit 2019 in Serie.

### Volvo FL
Beim Volvo FL handelt es sich um den kompaktesten und wendigsten Lkw und wird für Stadtlieferungen, leichte städtische Bautransporte und die Müllabfuhr genutzt.
Die elektrische Variante gibt es seit 2019 in Serie.

## Produktionszahlen VOLVO [LKW-Omnibus-Traktoren]
Produktionszahlen der Jahre 1957 und 1958 sowie 1968 und 1972 bis 1977:
| Jahr    | 1956 | 1957   | 1958   |  | 1968   |  | 1972   | 1973   | 1974   | 1975   | 1976   | 1977   |
| ------- | ---- | ------ | ------ |  | ------ |  | ------ | ------ | ------ | ------ | ------ | ------ |
| LKW     |      | 14.309 | 15.448 |  | 11.642 |  | 16.992 | 18.763 | 21.080 | 27.678 | 27.101 | 27.296 |
| Omnibus |      | 1.082  | 1.323  |  |        |  |        |        |        |        |        |        |
| Traktor |      | 706    | 21     |  |        |  |        |        |        |        |        |        |

## Kritik
2018 stellte Volvo Trucks auch Probleme bei der Abgasreinigung fest. Ein Bauteil zur Kontrolle des Ausstoßes von Schadstoffen nutzte sich schneller ab als erwartet, wodurch möglicherweise die zulässigen Emissionswerte überschritten werden könnten. Volvo Trucks kündigte eine umfassende Untersuchung an. Mit Einführung der neuen Abgasnorm Euro 6d im Jahr 2019 soll dieses Problem hinfällig sein.